# Хуй забей
«Хуй забей» (Х. З.) — советская/российская андеграундная группа из города Видное, основанная в 1989 году школьными друзьями и соседями по лестничной клетке «Бегемотом» (Игорь Бажанов) и «Карабасом» (Владимир Капцов). Большинство песен состоит из одного куплета и имеет длительность 30—50 секунд. Музыка коллектива преимущественно исполняется в пародийном контексте и в разнообразных жанрах: блюз, джаз, панк-рок, поп, французский шансон и даже кантри. На начальном этапе творческого пути группа играла в стиле панк-рок.

## История коллектива
Два первых альбома были записаны в 1989 году в квартирных условиях составом: Карабас, Бегемот, Найк Борзов и Алексей Заев. Этот состав является основным костяком группы и по сей[уточнить]день. Чуть позже вышел фильм «Авария — дочь мента», в котором небольшую роль играет Бегемот.  В конце 1989 года группа переехала в Дом культуры Московского газового завода и записала там три альбома: «Хуямбрь подкрался» (1989), «Не зассал» (1990) и «Наебенился» (1990). С этого времени, благодаря альбому «Не зассал», который содержит такие песни, как «Не зассал», «Таллалихин», «Бляха», группа получает широкую известность, а непосредственно альбом попадал в энциклопедию «100 магнитоальбомов советского рока». Немногим позже в альбоме «Наебенился» звучит песня «Подмога», которая и по сей день является визитной карточкой группы. Впоследствии, песню «Подмога» перепел Борис Гребенщиков со своей группой «Аквариум».
Начиная с альбома «За всю хуйню» (1991), группа пишется на профессиональных студиях.
Пик популярности наступил в 1996 году, когда издается снятый режиссёром Максимом Свиридовым 30-минутный пластилиновый мультфильм-концерт «Ебенефис». На съёмку мультфильма было потрачено полтора года.
В 1997 году переиздаются на CD 11 альбомов группы 1989—95 годов, первыми обладателями экземпляров которых становятся: Илья Лагутенко (гр. Мумий Тролль), Егор Летов (гр. Гражданская Оборона) и Борис Гребенщиков (гр. Аквариум).
В 2004 году основатель пивоварен «Тинькофф» — Олег Тиньков — устроил тур группы по России с презентацией альбома «Не ради славы», под эгидой марки частных пивоварен «Тинькофф». На главном концерте тура — в Москве, в качестве конферансье выступил Роман Трахтенберг. Первая копия CD «Не ради славы» была продана на этом же концерте за 20 000 рублей. Сам Тиньков в альбоме также исполнил несколько песен. Впоследствии видеофильм о прошедшем туре был выпущен на DVD под названием «Не ради славы». В 2005 году на DVD был также издан мультфильм «Ебенефис».
В 2011 году от рака умер один из основателей группы — Алексей Заев.
В 2012 году группа, совместно с коллективами «Агата Кристи», «Наив» и «Король и шут» приняла участие в концерте, посвященном 25-летию группы «Сектор Газа», исполнив песни «Возле дома твоего» и «ГАИ».

## Состав группы
- Карабас (Капцов Владимир Борисович) — композитор, вокал, гитара, создатель группы. Ранее работал звукорежиссером на студии Аркадия Укупника;
- Бегемот (Бажанов Игорь Вячеславович) — поэт, вокал, создатель группы;
- Алексей Заев — поэт, вокал, композитор, гитары, аранжировки, создатель группы. Также играл в группе «Тараканы». Озвучивал телевизионную рекламу (ТВ-Парк, Тиккурилла и др.);

В качестве вокалистов в записях группы в разное время участвовали: Марина Хлебникова, Алексей Глызин, Найк Борзов, Сергей Чонишвили, Кирилл Немоляев, и многие другие известные личности, в том числе российский предприниматель Олег Тиньков. Всего за историю группы в записи песен и концертной деятельности приняло участие порядка 20 вокалистов и более 50 музыкантов.
С 1997 года под псевдонимом «Марья Искусница» в записях группы стала принимать участие певица Марина Хлебникова. В телепроекте «Неголубой огонёк-2» (2005) Хлебникова и группа (названная ХЗ) исполнили песню «Талалихин».

## Тематика песен
Подавляющая часть лирики группы представляет собой нецензурные шуточные тексты, в большинстве своём с применением мата и приёмов бурлеска.

## Дискография
- 1989 — Лирика задроченных бюстиков
- 1989 — Как бы изъебнуться
- 1989 — Хуямбрь подкрался
- 1990 — Не зассал
- 1990 — Наебенился
- 1991 — За всю хуйню

1. Эпизод
2. Разведчица
3. Яичко
4. Парилка
5. Фа мажор
6. За сиську
7. Ой мама
8. Мечта
9. Пари
10. Щелкунчик
11. Палка
12. Козлы
13. Собачки
14. Бильярд
15. Тёлка
16. Реп
17. Невидимка
18. Мустанго
19. Феномен Заева
20. Каммюнике
21. Старички
22. Бубенцы
23. Романс
24. Адрес
25. Хали хало
26. Учительница
27. Дай Артаньян
28. Косит
29. Вдова
30. Каждый

- 1991 — Срань Господня
- 1992 — Говна Самовар
- 1993 — Мину безвредил
- 1995 — Белоснежка и семь гомов
- 1995 — Радость дарить
- 1997 — Как лахматка?
- 1997 — «... и часики нашёл»
- 1998 — Нет причины кончать
- 2000 — Добрые дела
- 2003 — Случилось так
- 2004 — Не ради славы
- 2004 — Подмога не пришла
- 2006 — Была бы жизнь
- 2008 — Кончились люди
- 2011 — Мир тесен
- 2011 — Ходить по земле
- 2012 — Вскрытие покажет
- 2014 — Баба хочет
- 2014 — Баба рулит
- 2017 — Пощады не будет